# Begraafplaats van Leers
De Begraafplaats van Leers is een gemeentelijke begraafplaats in de Franse gemeente Leers in het Noorderdepartement. De begraafplaats ligt in het dorpscentrum, een paar honderd meter ten noorden van de kerk (Église Saint-Vaast), langs de weg naar het Belgische Leers-Nord.
De begraafplaats werd aangelegd na een beslissing van de gemeenteraad van 1869, ter vervanging van de oude begraafplaats rond de parochiekerk, maar door vertragingen werd ze pas vanaf 1876 gebruikt. 
In 1905 werd op de begraafplaats een monument opgericht voor de gesneuvelden van Leers uit verschillende oorlogen waarbij Frankrijk betrokken was.
Vlak bij dit monument bevinden zich vier militaire perken met Franse gesneuvelden uit beide wereldoorlogen. Er liggen 28 slachtoffers uit de Eerste Wereldoorlog en 19 uit de Tweede Wereldoorlog. 

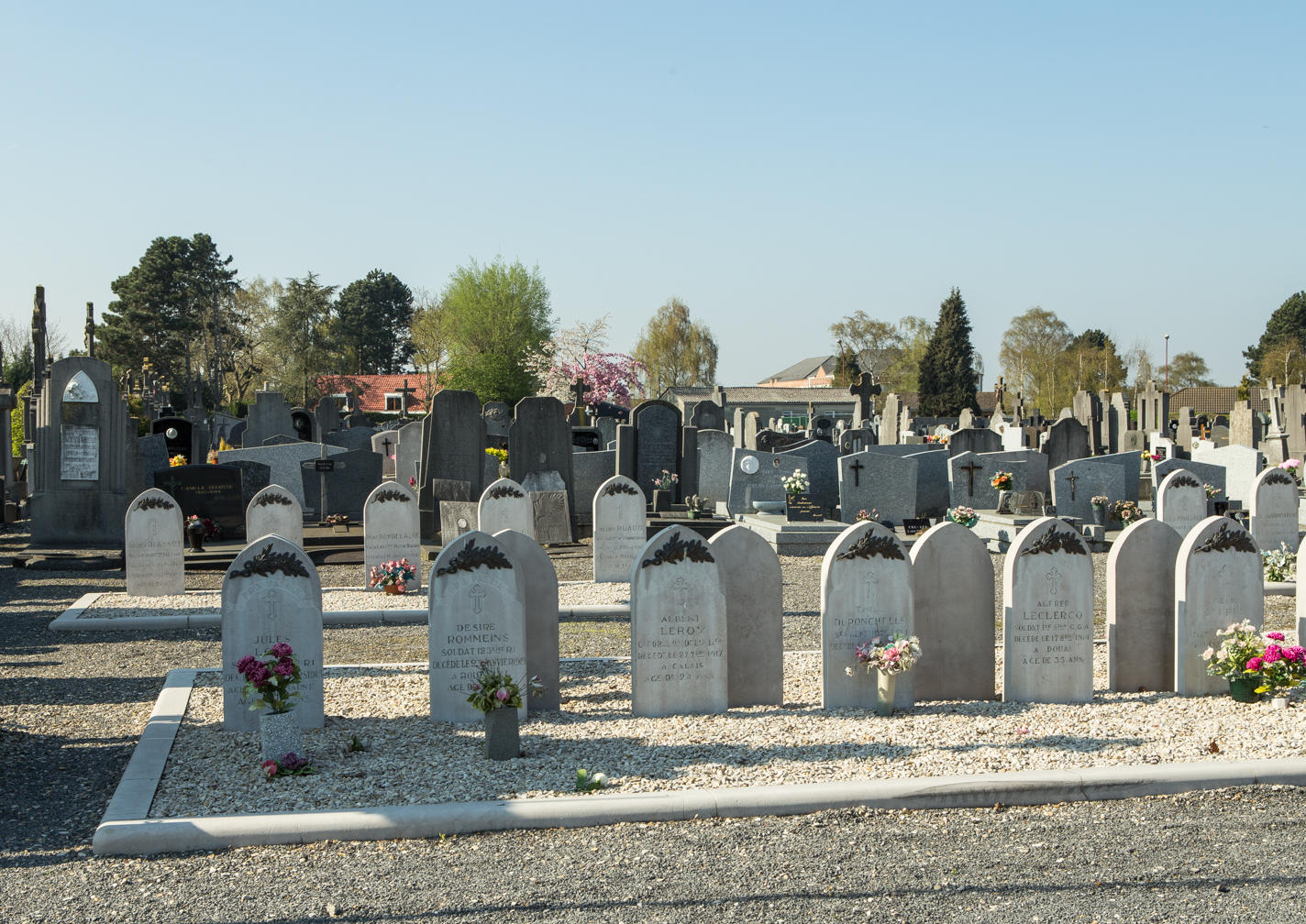
Franse graven

## Britse oorlogsgraven
In hetzelfde perk als de Franse gesneuvelden liggen ook Britse militaire graven. Daarvan dateren er vier uit de Eerste- en zes uit de Tweede Wereldoorlog. 
- C. Rushford, sergeant bij het York and Lancaster Regiment werd onderscheiden met de Military Medal (MM).

De graven worden onderhouden door de Commonwealth War Graves Commission en zijn daar geregistreerd Leers Communal Cemetery.